# 阿碧
阿碧，金庸武俠小說《天龍八部》筆下人物。她是出身江南水鄉的溫柔女子，相貌清麗、喜穿綠衣、雅擅樂韻。登場時為慕容复二婢之一，居「琴韻小築」。由始至終對慕容復不離不棄，新修版與段譽結為義兄妹。師父為函谷八友之一「琴癲」康廣陵。

## 出場
吐蕃國大輪明法王鳩摩智為搶大理國天龍寺的武功絕學——六脈神劍圖譜，與天龍寺眾高僧比武。段譽適逢其會，為救伯父保定帝，以深厚的內力為基礎，一人使出六脈神劍，大敗鳩摩智，後被鳩摩智用計擒住，帶至武林世家姑蘇慕容，鳩摩智本來要帶段譽到慕容博的墓前來燒死段譽，最後在阿朱與阿碧的幫忙下成功逃脫。

## 結局
阿碧傾心於慕容復，在慕容復因復國大計未成而變成瘋子時，旁邊唯一關心他的人就是阿碧。
- 《金庸小说的女子》－ 吳靄儀 （页面存档备份，存于）

## 影視形象
- 1982年香港無線電視劇《天龍八部》：黃敏儀
- 1990年台灣中視電視劇《天龍八部》：阮曉燕
- 1997年香港無線電視劇《天龍八部》：趙靜儀
- 2003年電視劇《天龍八部》：王禕
- 2013年電視劇《天龍八部》：華嬌
- 2021年電視劇《新天龍八部》：蒿雨雨
- 2023年电影《天龙八部之乔峰传》：蔡祥宇